# Auhagen
Auhagen è un comune di 1 259 abitanti della Bassa Sassonia, in Germania.
Appartiene al circondario della Schaumburg ed è parte della Samtgemeinde Sachsenhagen.